# Клюшниково (Ногинский район)
Клю́шниково — деревня в Богородском городском округе Московской области России, входит в состав городского поселения Ногинск.

## Население
| 1852 | 1859 | 1890 | 1926 | 2002 | 2006 | 2010 |
| ---- | ---- | ---- | ---- | ---- | ---- | ---- |
| 83   | ↘74  | ↘33  | ↗157 | ↘107 | ↗122 | ↘105 |

## География
Деревня Клюшниково расположена на востоке Московской области, в центральной части Богородского городского округа, примерно в 37 км к востоку от Московской кольцевой автодороги и 4 км к юго-западу от центра города Ногинска, менее, чем в 1 км к северу от пересечения Горьковского шоссе М7 с Московским малым кольцом А107.
В 1 км к востоку от деревни проходят пути тупикового ответвления Фрязево — Захарово Горьковского направления Московской железной дороги, в 12 км к югу — Носовихинское шоссе. Ближайший сельский населённый пункт — деревня Загорново.
В деревне 10 улиц — 2, 3, 4 и 6 Колхозные, Жасминная, Жасминовая, Истомкинская, Кутузовская, Подмосковная и Придорожная; приписано садоводческое товарищество (СНТ).
Связана автобусным сообщением с городами Ногинском и Электросталью (маршруты № 20, № 23), посёлком Фрязево и рабочим посёлком имени Воровского (маршруты № 42, № 49).

## История
В середине XIX века деревня относилась ко 2-му стану Богородского уезда Московской губернии и принадлежала поручику Е. Н. Завьяловой. В деревне было 12 дворов, крестьян 38 душ мужского пола и 45 душ женского.
В «Списке населённых мест» 1862 года — владельческая деревня 2-го стана Богородского уезда Московской губернии по правую сторону Владимирского шоссе (от Богородска), в 3 верстах от уездного города и 25 верстах от становой квартиры, при колодце, с 10 дворами и 74 жителями (35 мужчин, 39 женщин).
По данным на 1890 год — деревня Шаловской волости 2-го стана Богородского уезда с 33 жителями.
В 1913 году — 18 дворов.
По материалам Всесоюзной переписи населения 1926 года — деревня Загорновского сельсовета Пригородной волости Богородского уезда в 2,1 км от станции Богородск Нижегородской железной дороги, проживало 157 жителей (74 мужчины, 83 женщины), насчитывалось 43 хозяйства, из которых 18 крестьянских.
С 1929 года — населённый пункт Московской области в составе:
- Загорновского сельсовета Богородского района (1929—1930)[17],
- Загорновского сельсовета Ногинского района (1930—1954, 1957—1959)[18][19],
- Афанасово-Шибановского сельсовета Ногинского района (1954—1957)[20],
- Аксёно-Бутырского сельсовета Ногинского района (1959—1963, 1965—1994)[19][21],
- Аксёно-Бутырского сельсовета Орехово-Зуевского укрупнённого сельского района (1963—1965)[22],
- Аксёно-Бутырского сельского округа Ногинского района (1994—2006)[21],
- городского поселения Ногинск Ногинского муниципального района (2006 — 2018)[23][24].
- административного центра Ногинск Богородского городского округа (2018—н.вр.)[25].